# Árvore
Árvore (‘árbol’) es el quinto disco de Egberto Gismonti (1947-) en el cual continúa realizando temas instrumentales de gran elaboración, cercanos a la música europea contemporánea, como también canciones de clara factura brasileña. Destaca el tema «Memoria e fado», que en próximos discos Gismonti arreglará para diferentes formatos, como guitarra sola u orquesta. 

## Pistas
1. «Luzes da ribalda» (1)
2. «Memoria e fado» (1)
3. «Academia de dança»:
4. «Dança dos homens»
5. «Dança das sombras»
6. «Tango»
7. «Encontro no bar» (1)
8. «Adagio»
9. «Variações sobre um tema de Leo Brouwer» (1)
10. «Salvador»

## Créditos
Todos los temas compuestos y arreglados por Egberto Gismonti, excepto 1, 2, 4, 6 (compuestos por Egberto Gismonti y Geraldo Eduardo Carneiro), y 7 (compuesto por el compositor cubano Leo Brower).
- Egberto Gismonti: voces (en 1), piano acústico, guitarra acústica, flauta, percusión, dirección de coro;
- Paulo Moura: saxo;
- Ion Muniz: flauta;
- Tenório Júnior: piano eléctrico;
- Edson Lobo y Novelli: bajo;
- Mario Tavares: dirección de la orquesta de cuerdas;
- músicos no acreditados: orquesta de cuerdas
- cantantes no acreditados: coro

- Datos: Q6174130